# خوسيه ماريا فيرغارا إي فيرغارا
خوسيه ماريا فيرغارا إي فيرغارا هو ناقد أدبي وصحفي وكاتب ودبلوماسي وسياسي كولومبي، ولد في 19 مارس 1831 في بوغوتا في كولومبيا، وتوفي بنفس المكان في 9 مارس 1872.